# Annie-B Parson
Annie-B Parson (* im 20. Jahrhundert in den USA) ist eine US-amerikanische Choreographin, Tänzerin und Theaterregisseurin.

## Leben
Parson gründete 1991 zusammen mit Molly Hickok und ihrem Mann Paul Lazar in Brooklyn, New York City das Big Dance Theater. Zu den Stücken, die sie für die Kompanie bisher  geschaffen hat, gehören reine Tanzstücke, Adaptionen von Theaterstücken und Werken der Literatur auch Schöpfungen, in denen sie verschiedene Genres kombinierte. Sie führte Auftragsarbeiten für die Brooklyn Academy of Music, für das Pariser Théâtre national de Chaillot, die Japan Society in Manhattan und für das Kulturzentrum in Minneapolis, Minnesota, das Walker Art Center, aus.
2012 choreographierte Parson bei der Welttournee, die David Byrne mit der Sängerin St. Vincent machte, ebenso wie die Welttour von Brian Eno der Jahre 2008/2009. Es folgte 2014 eine weitere Welttournee von Annie Clark. Ihre Tänze waren in dem Film Ride, Roar, Rise über Davis Byrne zu sehen, ihre Choreographien sind Teil der Oper Dark Sister von Nico Muhly von 2010, der Produktion Walt Disney im Soho Repertory Theater in Manhattan, von Orlando nach Virginia Woolf von Sarah Ruhl und von weiteren Produktionen. Sie arbeitete mit dem US-amerikanischen Komponisten Richard Einhorn zusammen und schuf als Choreographin der Young Choreographer’s Conference mit ihm zusammen beim American Dance Festival das Werk City of Brides.
Beim Festival Tanz im August führte das Big Dance Theater unter dem Regisseur Paul Lazar das Stück Alan Smithee Directed This Play auf.
Parson lehrt seit 1993 Choreographie an der Experimental Theater Wing der New York University.

## Ehrungen und Auszeichnungen
- 2014: Grants to Artists Award der Foundation for Contemporary Art.
- 2007: Guggenheim-Stipendium für Choreographie.
- 2002 und 2010: BESSIE Awards.